# Mikel Astarloza
Mikel Astarloza Chaurreau (* 17. November 1979 in Pasaia) ist ein ehemaliger spanischer Radrennfahrer aus dem Baskenland.

## Karriere
Mikel Astarloza wurde 2002 Profi in der französischen Mannschaft AG2R Prévoyance. 2003 gewann er die Tour Down Under. Für Aufsehen sorgte er bei der Tour de France 2005, als er sich zu einer damals zweitklassigen Mannschaft gehörend durch gekonnte Ausreißversuche und gutes Abschneiden in den Pyrenäen und Alpen in den Blickpunkt setzte. Er wurde 27. der Gesamtwertung.
Ab 2007 fuhr Astarloza für die baskische Mannschaft Euskaltel-Euskadi. In jenem Jahr gelangen ihm hervorragende Platzierungen mit Platz sieben in der Gesamtwertung des Critérium du Dauphiné Libéré und mit dem neunten Platz in der Gesamtwertung der Tour de France, bei der er beide langen Einzelzeitfahren unter den Top 10 beenden konnte. Bei der Tour de France 2009 konnte er eine schwierige Bergetappe für sich entscheiden. Es war der erste Etappensieg für sein Team Euskaltel-Euskadi nach sechs Jahren, als Iban Mayo eine Etappe gewonnen hatte.
Ende der Saison 2013 beendete er seine Karriere als Berufsradfahrer.

## Positive Doping-Probe
Am 31. Juli 2009 wurde bekannt, dass Astarloza bei einer Trainingskontrolle am 26. Juni 2009 – vor Beginn der Tour de France – positiv auf das Blutdoping-Mittel EPO getestet wurde. Er wurde vom spanischen Radsportverband RFEC wegen Dopings bis zum 26. Juni 2011 gesperrt.

## Erfolge
2003
- Gesamtwertung Tour Down Under

## Grand-Tour-Platzierungen
| Grand Tour            | 2002 | 2003 | 2004 | 2005 | 2006 | 2007 | 2008 | 2009 | 2010 | 2011 | 2012 | 2013 |
| --------------------- | ---- | ---- | ---- | ---- | ---- | ---- | ---- | ---- | ---- | ---- | ---- | ---- |
| Giro d’ItaliaGiro     | –    | –    | –    | –    | –    | –    | –    | –    | –    | –    | –    | –    |
| Tour de FranceTour    | –    | 29   | 62   | 27   | 36   | 9    | 16   | 11   | 11   | –    | –    | 42   |
| Vuelta a EspañaVuelta | 77   | –    | DNF  | –    | 56   | –    | 28   | –    | –    | –    | 48   | –    |